# Ю Джи Хе
Ю Джи Хе (кор. 류지혜?, 柳智恵?, р.10 февраля 1976) — южнокорейская спортсменка, игрок в настольный теннис, призёр чемпионатов мира и Олимпийских игр.

## Биография
Родилась в 1976 году в Пусане. На чемпионате мира 1995 года завоевала серебряную и бронзовую медали. В 1996 году стала бронзовым призёром Олимпийских игр в Атланте в парном разряде, а в одиночном разряде заняла 17-е место. На чемпионатах мира 1999, 2000 и 2001 годов вновь завоёвывала бронзовые медали. В 2000 году стала бронзовым призёром Олимпийских игр в Сиднее в парном разряде, а в одиночном разряде заняла 5-е место.